# Мизерия (салата)
Мизерия (на полски: mizeria) е традиционна полска салата.
Приготвя се от нарязани краставици в сметана, обикновено с добавен лук. Понякога сметаната се заменя с кефир или кисело мляко, като може да се добавят и други зеленчуци и подправки. Обикновено се сервира като студена гарнитура на месо или риба.